# Mali uralkodóinak listája

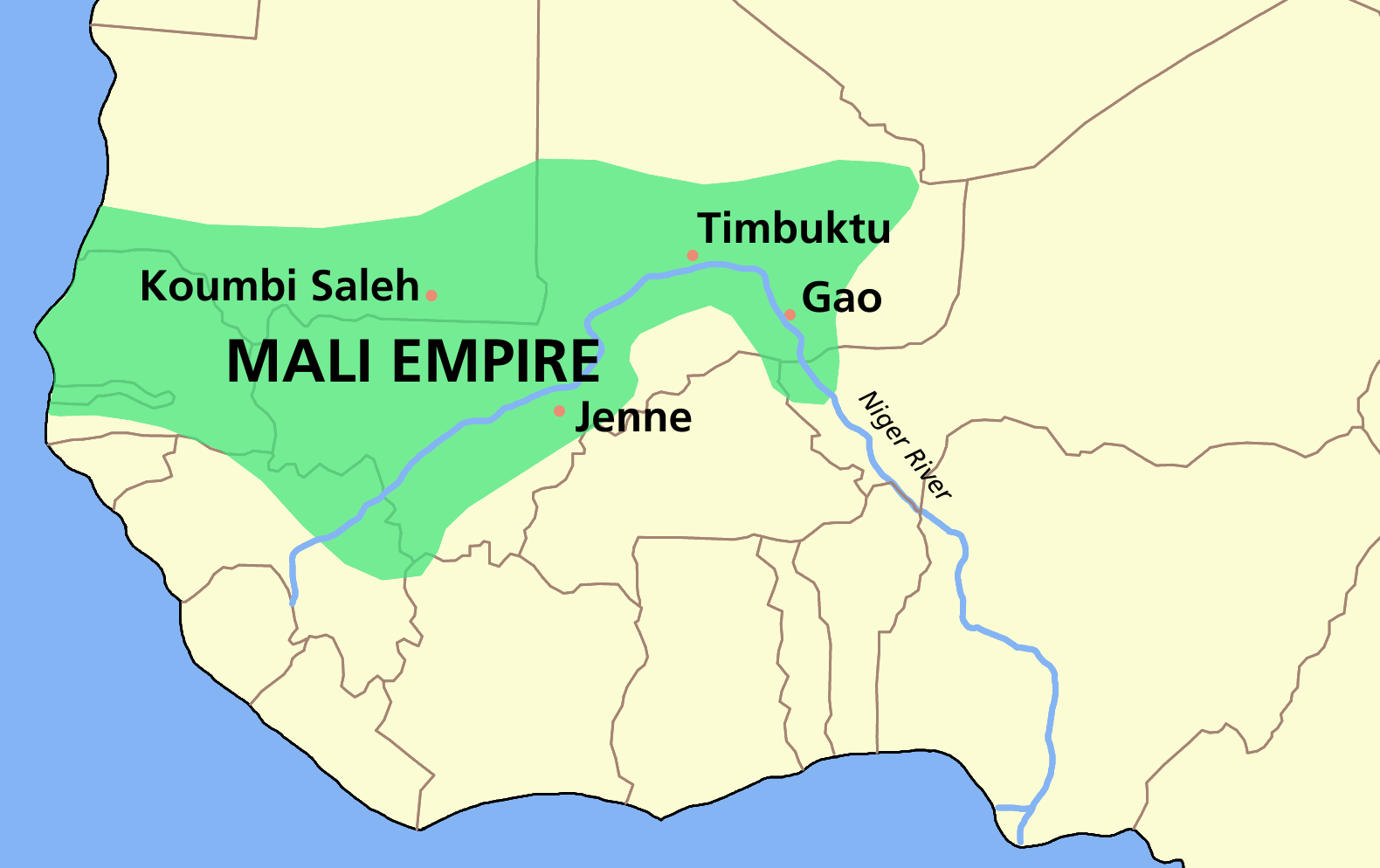
A Mali Birodalom

Az alábbi lista az afrikai Mali Birodalom uralkodóit tartalmazza. Az iszlám állam Nyugat-Afrikában helyezkedett el, és 1312 körül 1 294 994 km² kiterjedést ért el. (Ezzel egyike Afrika legnagyobb királyságainak.)
A Keita-házból származó uralkodókat manszának ("királyok királya") hívták, amit császárnak lehet lefordítani. A Keita szó jelentése lehet utód' vagy 'áldás.

## A lista
Az első uralkodási idők becsült értékek csak. A későbbiek viszonylag pontosak.
| Uralkodó       | Uralkodott | Neve átírásban | Megjegyzés                                |
| -------------- | ---------- | -------------- | ----------------------------------------- |
| I. Mari Djata  | 1235–1255  |                | Ismertebb nevén: Szundiata Keita.         |
| I. Uli         | 1255–1270  |                | I. Mari Djata fia.                        |
| Wati           | 1270–1274  |                |                                           |
| Halifa         | 1274–1275  |                | I. Mari Djata adoptált fia.               |
| I. Abu Bakr    | 1275–1285  |                | I. Mari Djata féltestvére.                |
| Szakura        | 1285–1300  |                |                                           |
| Gao            | 1300–1305  |                | I. Mari Djara unokaöccse.                 |
| Mohamed        | 1305–1310  |                | Gao fia.                                  |
| II. Abu Bakr   | 1310–1312  |                | Gao testvére.                             |
| I. Músza       | 1312–1337  |                | Gao testvére.                             |
| I. Maghan      | 1337–1341  |                | I. Músza fia.                             |
| Szulejmán      | 1341–1360  |                | Gao testvére.                             |
| Kassa          | 1360       |                | Szulejmán fia.                            |
| II. Mari Djata | 1360–1374  |                | I. Maghan fia.                            |
| II. Músza      | 1374–1387  |                | II. Mari Djata fia.                       |
| II. Maghan     | 1387–1389  |                | II. Mari Djata fia.                       |
| Szandaki       | 1389–1390  |                | Trónkövetelő.                             |
| III. Maghan    | 1390–1404  |                | Más néven: I. Mahmúd. II. Mari Djata fia. |
| III. Músza     | 1404–1440  |                |                                           |
| II. Uli        | 1440–1481  |                | III. Músza testvére.                      |
| II. Mahmúd     | 1481–1496  |                |                                           |
| III. Mahmúd    | 1496–1559  |                |                                           |
| ismeretlen     | 1559–1590  |                |                                           |
| IV. Mahmúd     | 1590–1610  |                |                                           |